# Braya forrestii
Braya forrestii är en korsblommig växtart som beskrevs av William Wright Smith. Braya forrestii ingår i släktet fjällkrassingar, och familjen korsblommiga växter. Inga underarter finns listade i Catalogue of Life.